# グラッドサクセ

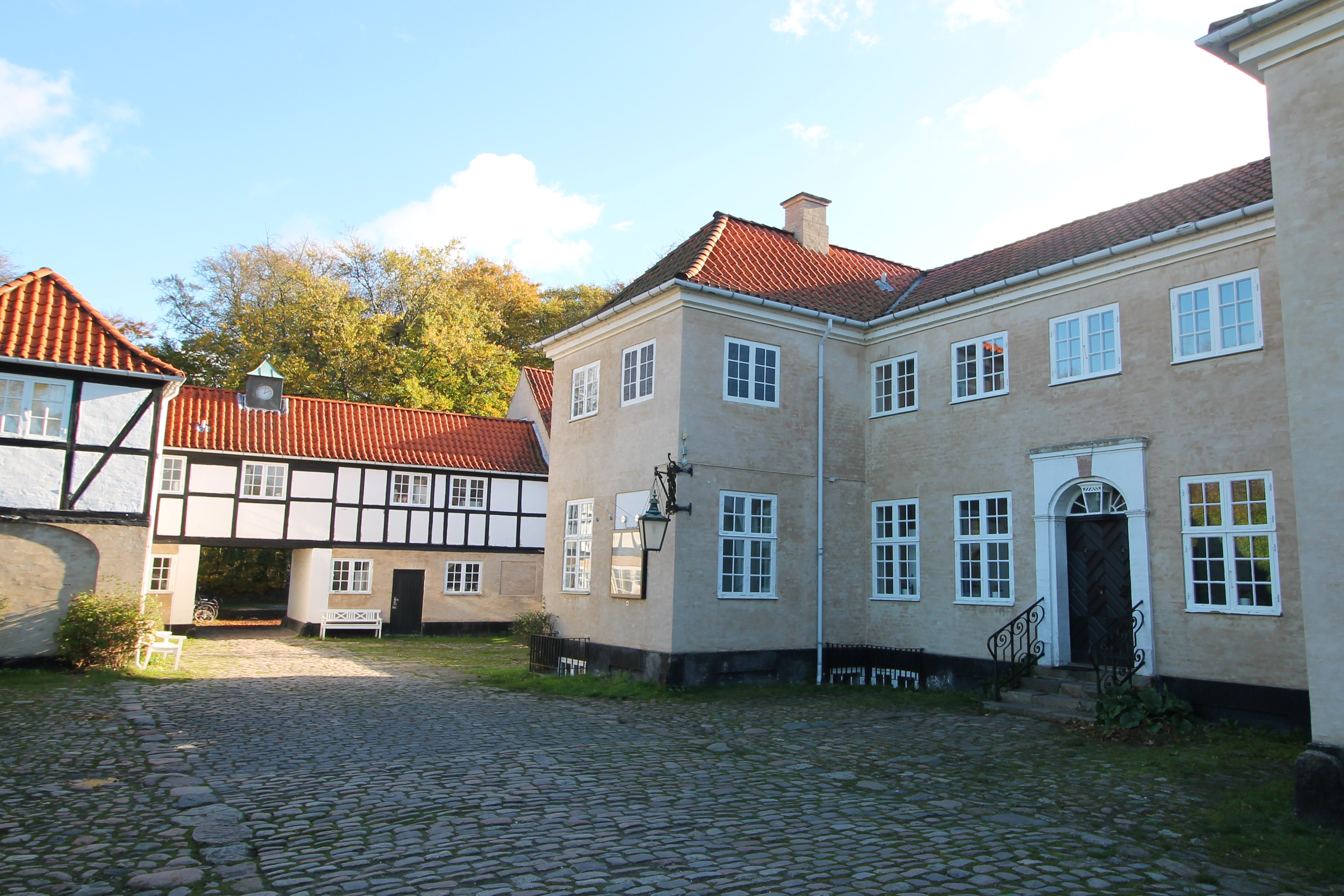
グラッドサクセの街並み

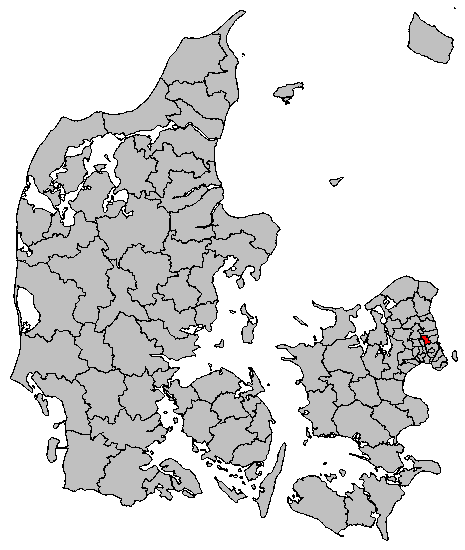

グラッドサクセ (Gladsaxe) は、デンマークの都市。デンマークの東部、シェラン島に位置し、デンマーク首都地域の基礎自治体でもある。

## 地理
面積は25平方キロメートル、2019年時点の人口は69,681名。

## 姉妹都市
- ペイズリー（イギリス連合王国 スコットランド国 ストラスクライド地方 レンフルーシャー州）
- スプリト（クロアチア共和国 ダルマチア地方 スプリト･ダルマチア郡）
- 台東区（日本国 関東地方 東京都）

## 出身者、ゆかりの人物
- ピーター・シュマイケル - 元サッカー選手
- ラース・ミケルセン - 俳優
- ダニエル・ヴァス -サッカー選手
- ルーカス・レラガー -サッカー選手